# Vincenzo Rennella
Vincenzo Rennella, né le 8 octobre 1988 à Saint-Paul-de-Vence en France, est un footballeur franco-italien, qui évolue au poste d'attaquant.

## Biographie
Vincenzo Rennella commence sa carrière avec l'AS Cannes, en entrant dans les catégories de jeunes. Lors de la saison 2006-2007, il dispute une rencontre en National. Le 19 juillet 2007, il rejoint le FC Lugano en Challenge League.
Durant l'été 2008, il rejoint le Genoa CFC. Il est prêté dans la foulée à son ancien club du FC Lugano. Durant cette saison, il inscrit 24 buts en 22 rencontres, où il termine meilleur buteur de la deuxième division suisse. Puis, il est prêté deux saisons au Grasshopper Zurich en Super League. En deux saisons, il dispute seulement 33 rencontres et inscrit 8 buts, dont un match en Ligue Europa. 
La saison suivante, il est prêté à l'AC Cesena en Serie A. Il fait ses débuts en Serie A le 30 octobre 2011 contre Parme FC, lors d'une défaite 2-0. Le 20 avril 2012, il marque son seul but avec Cesena lors d'un match nul de 2-2 contre l'US Palerme.
Le 30 août 2012, il est prêté au Cordoue CF en Segunda División. Après avoir marqué sept buts pour les Andalous, il signe un contrat de quatre ans avec le Betis Séville, et est prêté immédiatement au CD Lugo.
À l'été 2014, il revient au Real Betis, relégué en Segunda División. Il dispute 34 rencontres et 6 buts inscrits, et remporte le championnat de deuxième division espagnol. La saison suivante, il fait ses débuts en Liga le 23 août lors d'un match nul de 1-1 contre le Villarreal CF. Le 17 octobre, il inscrit son premier but en Liga lors d'une défaite 3-1 contre l'Espanyol Barcelone.  
Le 14 janvier 2016, il est prêté au Real Valladolid en Segunda División, et avec un contrat permanent obligatoire à l'expiration de son prêt. Le 4 août, il est prêté au Miami FC en NASL jusqu'en décembre 2017, ce prêt comprenant une option d'achat par la franchise de Miami.

## Palmarès

### En club
Betis Séville
- Champion d'Espagne de D2 en 2015

### Distinctions personnelles
- Meilleur buteur de Challenge League en 2009 (24 buts)

## Statistiques
| Saison                | Club                      | Championnat           | Championnat | Championnat | Coupe(s) nationale(s) | Coupe(s) nationale(s) | Compétition(s) continentale(s) | Compétition(s) continentale(s) | Compétition(s) continentale(s) | Séries | Séries | Total | Total |
| Saison                | Club                      | Division              | M.          | B.          | M.                    | B.                    | Comp.                          | M.                             | B.                             | M.     | B.     | M.    | B.    |
| 2006-2007             | AS Cannes                 | National              | 1           | 0           | -                     | -                     | -                              | -                              | -                              | -      | -      | 1     | 0     |
| 2007-2008             | FC Lugano                 | Challenge League      | 29          | 8           | 2                     | 0                     | -                              | -                              | -                              | -      | -      | 31    | 8     |
| 2008-2009             | FC Lugano (prêt)          | Challenge League      | 22          | 24          | 1                     | 0                     | -                              | -                              | -                              | 2      | 0      | 25    | 24    |
| 2009-2010             | Grasshopper Zurich (prêt) | Super League          | 11          | 1           | -                     | -                     | -                              | -                              | -                              | -      | -      | 11    | 1     |
| 2010-2011             | Grasshopper Zurich (prêt) | Super League          | 20          | 8           | 1                     | 0                     | C3                             | 1                              | 0                              | -      | -      | 22    | 8     |
| 2011-2012             | AC Cesena (prêt)          | Serie A               | 15          | 1           | 2                     | 0                     | -                              | -                              | -                              | -      | -      | 17    | 1     |
| 2012-2013             | Cordoue CF (prêt)         | Liga Adelante         | 33          | 7           | 4                     | 1                     | -                              | -                              | -                              | -      | -      | 37    | 8     |
| 2013-2014             | CD Lugo (prêt)            | Liga Adelante         | 35          | 13          | 1                     | 0                     | -                              | -                              | -                              | -      | -      | 36    | 13    |
| 2014-2015             | Betis Séville             | Liga Adelante         | 34          | 6           | 4                     | 1                     | -                              | -                              | -                              | -      | -      | 38    | 7     |
| 2015-2016             | Betis Séville             | Liga BBVA             | 6           | 1           | -                     | -                     | -                              | -                              | -                              | -      | -      | 6     | 1     |
| 2015-2016             | Real Valladolid (prêt)    | Liga Adelante         | 14          | 3           | -                     | -                     | -                              | -                              | -                              | -      | -      | 14    | 3     |
| 2016                  | Miami FC (prêt)           | NASL                  | 14          | 3           | -                     | -                     | -                              | -                              | -                              | -      | -      | 14    | 3     |
| 2017                  | Miami FC (prêt)           | NASL                  | 23          | 11          | 5                     | 1                     | -                              | -                              | -                              | 1      | 0      | 29    | 12    |
| 2018                  | Miami FC (prêt)           | NPSL                  | 2           | 0           |                       |                       | -                              | -                              | -                              | -      | -      | 2     | 0     |
| 2018-2019             | Extremadura UD            | LaLiga 2              | 12          | 0           | -                     | -                     | -                              | -                              | -                              | -      | -      | 12    | 0     |
| Total sur la carrière | Total sur la carrière     | Total sur la carrière | 271         | 86          | 20                    | 3                     | -                              | 1                              | 0                              | 3      | 0      | 295   | 89    |